# Русчо Симеонов
Русчо Симеонов е български художник живописец пейзажист.

## Биография и творчество
Русчо Симеонов е роден на 22 юни 1900 г. в град Сливен. През 1920 г. завършва Сливенската мъжка гимназия. Докато е ученик, с група хумористи издава в-к „Весели страници“ с редактор Никола Фурнаджиев (1919).
Дълги години работи като художник в „Кинефикация“ Сливен.
Животът и творчеството му са свързани със Сливен. Работи в областта на пейзажа. Като майстор на четката в отразяването на „Сините камъни“ изминава труден път на творческо съзряване и получаване на признание. Специфичната му техника го прави един от уникалните и неповторими автори. Организира пет самостоятелни изложби в Сливен.
Умира на 8 декември 1991 г. в Сливен. В негова чест е поставена паметна плоча до лифта в подножието на „Сините камъни“.